# Jorma Hotanen
Jorma Olavi Hotanen (Merikarvia, 15 settembre 1936 – Espoo, 20 febbraio 2018) è stato un pentatleta finlandese.

## Biografia
Rappresentà la Finlandia ai Giochi olimpici estivi di Tokyo 1964 in cui giunse diciottesimo al traguardo nella gara individuale, mente con i connazionali Keijo Vanhala e Kari Kaaja giunse settimo in quella a squadre.
Quattro anni più tardi, fece la sua seconda apparizione all'Olimpiade di Città del Messico 1968, terminando al trentaquattresimo posto nella gara individuale ed al quinto posto in quella a squadre, con Martti Ketelä e Seppo Aho.